# Abellerol de Böhm
L'abellerol de Böhm (Merops boehmi) és una espècie d'ocell de la família dels meròpids (Meropidae), que habita la selva humida de Tanzània, sud-est de la República Democràtica del Congo, Zàmbia i Malawi i el centre de Moçambic.